# 일로읍
일로읍(一老邑)은 전라남도 무안군의 남부에 위치한 읍이다. 1980년에 읍으로 승격하였고, 읍사무소 소재지는 월암리이다. 지리적으로 군청 소재지인 무안읍과 떨어져 목포시에 가깝고, 목포가 주생활권이다. 호남선이 지나는데, 월암리에 있었던 일로역은 호남선 복선화 공사를 하면서 서쪽으로 약 1.4 km 이전해 행정구역상 삼향읍에 위치한다. 읍의 남서부에 남악신도시의 오룡지구가 개발 중이다.

## 유래 및 연혁
고려 명종 2년 무안현 초대 현감 나자강이 시찰 중 일로마을을 지나다 길이 좁아 노인 한 명밖에 다닐 수 없었다 하여 '일로(一老)'라 칭해졌다고 한다.
- 상고시대 마한(馬韓)의 고지(故地)
- 삼국시대 백제의 아노곡현(阿老谷縣)
- 통일신라시대 안노현(安老縣)
- 1894년 무안군 일로면으로 개칭
- 1910년 10월 1일 무안부가 목포부로 개칭
- 1914년 부군면 통폐합에 따라 목포부와 무안군이 분리되면서 무안군에 편입
- 1980년 12월 1일 일로면이 일로읍으로 승격
- 2020년 6월 8일 망월리 중 오룡지구 택지개발구역이 법정리 오룡리로 분리·신설(9개 행정리 신설)[1]

## 법정리
- 청호리
- 망월리
- 죽산리
- 구정리
- 의산리
- 월암리
- 용산리
- 산정리
- 광암리
- 상신기리
- 복룡리
- 감돈리
- 지장리
- 오룡리

## 교육
| 학교명                | 소재지                 | 비고        |
| --------------------- | ---------------------- | ----------- |
| 일로초등학교          | 일로읍 일로로 69       |             |
| 일로초등학교 죽산분교 | 일로읍 일로로 521-9    | 2010년 폐교 |
| 일로초등학교 지감분교 | 일로읍 문화로 547      | 1999년 폐교 |
| 일로초등학교 청망분교 | 일로읍 청포로 421      |             |
| 일로동초등학교        | 일로읍 광암길 81-7     |             |
| 행복초등학교          | 일로읍 오룡중앙동로 38 |             |
| 무안중학교            | 일로읍 죽사동길 15-5   |             |
| 무안행복중학교        | 일로읍 오룡번영로 110  |             |
| 전남체육중학교        | 일로읍 일로로 126      |             |
| 전남체육고등학교      | 일로읍 일로로 126      |             |

## 교통
근처에 일로역이 있고, 서해안고속도로가 지나 일로IC가 있다.

## 문화
- 회산백련지
- 일로재래시장
- 목포무안신안축협 가축시장
- 일로다목적체육관
- 전라남도교육청 체육문화센터
- 백련문화센터